# Вишневецкий (хутор)
Вишневе́цкий — хутор в Каменском районе Ростовской области.
Входит в состав Красновского сельского поселения.

## Население
| 2010 |
| ---- |
| 507  |

## Улицы
| - ул. Вишневая, - ул. Ермолова, - ул. Казачья, - пер. Крутой, | - ул. Кузнечная, - пер. Малый, - ул. Молодёжная, - ул. Набережная, | - пер. Речной, - ул. Садовая, - ул. Степная, - ул. Центральная. |